# Walter Rodi
Walter Rodi (Roma, 22 settembre 1947) è un fisarmonicista e arrangiatore italiano.

## Biografia
Ha iniziato a suonare la fisarmonica all’età di 6 anni ed ha studiato armonia e composizione con il Prof. Silvio Aureli, dal 1965 è iscritto alla S.I.A.E. in qualità di compositore.
È un abile arrangiatore-compositore di musiche per banda e pop, e soprattutto di colonne sonore e sigle televisive.
Nel 1967 è stato il pianista selezionatore al Festival degli sconosciuti di Teddy Reno con i maestri Alfredo Avantifiori e Carlo Arden.

## Discografia Parziale
45 giri
- Figlio che vuoi? (Pino Cassia - Walter Rodi) eseguito dal complesso "Harlem 77" pubblicazione Beat Records
- Adamo ed Eva (Pino Marchese - Walter Rodi) eseguito dal complesso "Le ore di punta" pubblicazione New York Music
- Un ragazzo e una chitarra (Pino Marchese - Walter Rodi) eseguito dal complesso "Le ore di punta" pubblicazione New York Music
- Vieni qui (G.Cassia - Walter Rodi/M.Ramoino) eseguito da "Anna Bardelli" pubblicazione Vedette
- Davanti a Dio (Pino Cassia - Walter Rodi) eseguito da "Miranda Martino" e "Anna Monti" pubblicazione Hello ed eseguita da "Paola Musiani" pubblicazione Bentler
- Samantha (Walter Rodi) eseguito da "Il poeta del suono" pubblicazione Mia Records (1978)
- Star Travel (Walter Rodi) eseguito da "Il poeta del suono" pubblicazione Mia Records (1978)
- Piombo Fuso (Walter Rodi) eseguito da "Marisa Solinas" pubblicazione Mau Man
- Un Bicchiere di birra (Pino Cassia - Walter Rodi) eseguito da "Franco Maffuccio" pubblicazione Vedette
- Le tue speranze (Basilivan - Walter Rodi - Claroni)
- La ragazza che ride così / Questa Notte (Pino Cassia - Walter Rodi - William Antonini) eseguiti da "Sabrina" pubblicazione La Sibilla
- L'ultima Riva (Pino Cassia - Walter Rodi) eseguito da "Laura Conti"
- Fuoco di paglia (Basilivan - Claroni - Walter Rodi) eseguito da "Laura Conti"
- Ora che amo te (Pino Cassia - Walter Rodi) eseguito da "Anna Bardelli"
- Io sono un filo d'erba (Pino Cassia - Walter Rodi) eseguito da "Anna Bardelli"
- Daikengo / Kim & Co. (Salvatore Pinna - Walter Rodi - Giorgio Santini) eseguito da "Simba" pubblicazione Lupus
- Bryger / La Ballata di Bryger (Salvatore Pinna - Walter Rodi) eseguito da "Franco Martin" pubblicazione Lupus

Il brano "Figlio che vuoi?" fu inserito nella colonna sonora del film "In nome del popolo italiano" di Dino Risi, interpretato da Ugo Tognazzi e Vittorio Gassman.

### Album
- World Safari - Documentary Travel Panoramic (Walter Rodi) pubblicazione Deneb Records/Flipper Music[2]
- Epic Nature Orchestral Documentary Cinematic (Walter Rodi) pubblicazione Deneb Records/Flipper Music[3]

### Altre pubblicazioni[4]
- Teknoman (Salvatore Pinna - Mauro Agnoli - Walter Rodi) eseguito da Franco Martin pubblicazione Stormovie Cine Storm Entertainment Srl
- Voltron (Salvatore Pinna - Mauro Agnoli - Walter Rodi) eseguito da i Pandemonium pubblicazione Stormovie Cine Storm Entertainment Srl

## Teatro[5]
Ha composto musiche di scena per la "Compagnia di Checco Durante" al Teatro Rossini, rappresentato da Alfiero Alfieri in "Civicusse romanum summe" ("Lassatece passà semo romani") per "Er Malato immaginario" di Molière rivisitato in dialetto romanesco, e per "Roma caput munni" al Teatro dei Satiri.

## Premi e riconoscimenti
il 13 agosto 2016 il Comune di Ciminà consegna al Maestro Walter Rodi l'onorificenza del "Cumino d'oro" per la sua attività di compositore e musicista.